# Source 2
Source 2 es un motor de videojuego desarrollado por Valve Corporation como sucesor del motor Source original. El motor fue anunciado en 2015, y el primer juego en usarlo fue Dota 2, el cual fue porteado al Source 2 en 2015. El motor es capaz de renderizar escenas muy complejas y bien detalladas con mínimas caídas de cuadros, gracias a su nuevo soporte de 64 bits junto con Vulkan, lo que permite un mejor renderizado multinúcleo y un renderizado 3D más eficiente.

## Historia
En mayo de 2011, Valve declaró que habían comenzado a trabajar en la creación de nuevas herramientas para contenido, que reemplazarían a las herramientas más antiguas , permitiendo que el contenido futuro se creara más rápida y eficientemente. Source 2 fue anunciado oficialmente en la Game Developers Conference en marzo de 2015. Allí, Valve declaró que soportaría la API gráfica de Vulkan y utilizaría Rubikon, un nuevo motor de física interno que reemplazaría a Havok. Valve tiene la intención de hacer que el motor sea de uso libre para los desarrolladores de juegos, siempre y cuando el juego se publique en la plataforma de distribución de juegos Steam.
Valve declaró que la intención de Source 2 era aumentar la productividad de los creadores en comparación a la versión anterior del motor. En junio de 2015, Valve anunció que Dota 2 sería porteado a Source 2 en una actualización llamada Dota 2 Reborn. Reborn fue lanzado al público por primera vez como una actualización beta opcional, antes de reemplazar oficialmente el cliente original en septiembre de 2015, convirtiéndolo en el primer juego en usar el motor. En abril de 2017, Valve anunció que iban a portear Counter-Strike: Global Offensive a Source 2. Desde entonces, Source 2 también ha sido usado para el Artifact y Dota Underlords, con este último el motor puede soportar Android y IOS.
El 23 de marzo de 2020, Valve lanzó Half-Life: Alyx; una precuela de la saga Half Life, solo disponible para usuarios que cuentan un casco de realidad virtual. En mayo del mismo año, Valve agregó soporte para modear el juego a través de la Workshop de Steam.
A partir de 2020, Facepunch Studios ha conseguido acceso del motor para trabajar en S&box, el sucesor de Garry's Mod. Actualmente son la única empresa en tener acceso a Source 2 aparte de Valve. De momento el videojuego se encuentra en desarrollo y algunas personas han tenido acceso a la beta cerrada.

## Videojuegos y productos que usan Source 2
| Año  | Título                   | Desarrollador     | Nota(s) |
| ---- | ------------------------ | ----------------- | --- |
| 2013 | Dota 2                   | Valve             | Traspasado del motor Source 2 en 2015.                                                                                  |
| 2016 | SteamVR Performance Test | Valve             | Versión no interactiva de la demostración de Robot Repair.                                                              |
| 2016 | Robot Repair             | Valve             | Una demo incluida en The Lab; el resto del juego estaba creado con Unity.                                               |
| 2016 | Destinations             | Valve             | Reemplazado por SteamVR Home.                                                                                           |
| 2017 | SteamVR Home             | Valve             | Portal interactivo en realidad virtual para SteamVR.                                                                    |
| 2018 | Artifact                 | Valve             | Juego de cartas basado en Dota 2.                                                                                       |
| 2019 | Dota Underlords          | Valve             | Lanzado por primera vez en acceso anticipado en 2019.                                                                   |
| 2020 | Half-Life: Alyx          | Valve             | Hecho para cascos de realidad virtual.                                                                                  |
| 2022 | Aperture Desk Job        | Valve             | Hecho para el Steam Deck. No es posible jugar con teclado y ratón, aunque puede jugarse con un mando conectado al PC.   |
| 2023 | Counter-Strike 2         | Valve             | Actualización de Counter-Strike: Global Offensive, porteado al motor Source 2 el 27 de septiembre de 2023.              |
| TBA  | Deadlock                 | Valve             | El próximo videojuego de acción desarrollado y publicado por Valve que combina los géneros de shooter de héroes y MOBA. |
| TBA  | Sandbox (S&box)          | Facepunch Studios | Versión modificada de Source 2. Es la continuación de Garry's Mod.                                                      |